# トクパウィ駅
トクパウィ駅（トッパウィえき）は大韓民国ソウル特別市恩平区仏光洞にある、ソウル交通公社6号線の駅である。駅番号は613。

## 歴史
- 2000年12月15日 - ソウル特別市都市鉄道公社（当時）6号線の駅として開業。
- 2017年5月31日 - ソウル特別市都市鉄道公社とソウルメトロが統合され、ソウル交通公社の駅となる。

## 駅構造

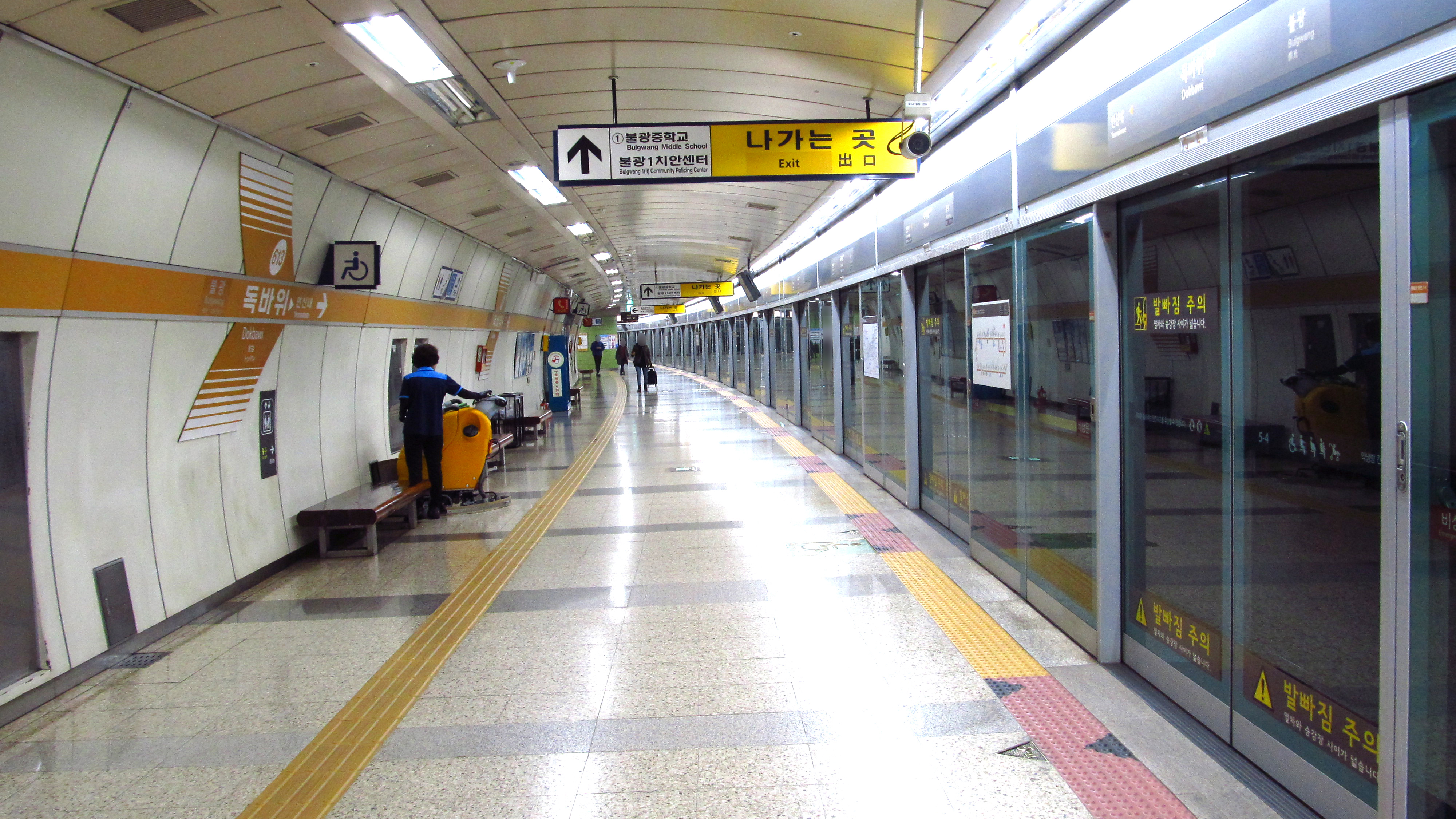
ホーム

単式ホーム1面1線の地下駅。電車の進行方向左側のドアが開く。電車は全てヨンシンネ駅方向へ向かう。

### のりば
案内上ののりば番号は設定されていない。 
| 循環 | 6号線 | 鷹岩・デジタルメディアシティ・孝昌公園前・新内方面 |

## 利用状況
近年の一日平均利用人員推移は下記のとおり。なお、2000年は開業日の12月15日から12月31日までの17日間の平均である。
| 路線  | 路線     | 2000年 | 2001年 | 2002年 | 2003年 | 2004年 | 2005年 | 2006年 | 2007年 | 2008年 | 2009年 | 出典  |
| ----- | -------- | ------ | ------ | ------ | ------ | ------ | ------ | ------ | ------ | ------ | ------ | ----- |
| 6号線 | 乗車人員 | 1,977  | 2,424  | 2,704  | 2,843  | 2,864  | 2,839  | 2,675  | 2,143  | 2,133  | 2,211  | [ 1 ] |
| 6号線 | 降車人員 | 2,052  | 2,463  | 2,823  | 3,081  | 3,209  | 3,236  | 2,970  | 2,518  | 2,501  | 2,601  | [ 1 ] |
| 6号線 | 乗降人員 | 4,029  | 4,887  | 5,527  | 5,924  | 6,073  | 6,075  | 5,645  | 4,662  | 4,634  | 4,812  | [ 1 ] |
| 路線  | 路線     | 2010年 | 2011年 | 2012年 | 2013年 | 2014年 | 2015年 |        |        |        |        | [ 1 ] |
| 6号線 | 乗車人員 | 2,339  | 2,882  | 2,885  | 2,947  | 2,963  | 2,951  |        |        |        |        | [ 1 ] |
| 6号線 | 降車人員 | 2,729  | 3,257  | 3,253  | 3,293  | 3,303  | 3,225  |        |        |        |        | [ 1 ] |
| 6号線 | 乗降人員 | 5,068  | 6,139  | 6,138  | 6,240  | 6,266  | 6,176  |        |        |        |        | [ 1 ] |

## 駅周辺
北漢山の西側に位置し、入山料を支払う登山口へは出入口から徒歩10分程度。
- 仏光1治安センター
- ホームプラスエクスプレス（朝鮮語版）仏光店
- 恩恵初等学校（朝鮮語版）
- 仏光中学校（朝鮮語版）
- ソウル延川初等学校（朝鮮語版）
- 北漢山ヒルステート（朝鮮語版） 3次
- チームビジョンセンター

## 隣の駅
ソウル交通公社
 6号線
仏光駅 (612) → トクパウィ駅 (613) → ヨンシンネ駅 (614)